# Ермаков, Иван Федотович
Ива́н Федо́тович Ермако́в (бел. Іван Фядотавіч Ермакоў, 24 февраля 1892, Прудники, Витебская губерния — не ранее 1953) — ректор Белорусского государственного университета в 1931—1933.

## Биография
В 1911 году закончил Полоцкую учительскую семинарию, работал учителем. Участвовал в Первой мировой войне и Гражданской войне (рядовым и комиссаром стрелкового полка соответственно), в 1918 году вступил в ВКП(б). С 1926 года — руководитель Мозырского, а с 1928 — Минского окружного отдела народного образования. Активный участник белорусизации. В 1930—1931 — ректор Гомельского агропедагогического института, с декабря 1931 по 1933 — ректор Белорусского государственного университета.
С 1935 года — секретарь Шкловского райкома КП(б)Б, с июня 1937 года — заместитель начальника Госплана БССР. 11 августа 1938 года арестован. Его дело рассматривалось военной прокуратурой и НКВД БССР около года, и 30 декабря 1939 года он был освобождён под подписку о невыезде. Участвовал в Великой Отечественной войне в должности комиссара.
После окончания Великой Отечественной войны руководил Оршанским учительским институтом. Вышел на пенсию в 1953 году по состоянию здоровья (ухудшение зрения).